# Opitni (Bélgorod)
|  | Per a altres significats, vegeu «Opitni». |

Opitni - Опытный (rus) - és un poble (un possiólok) de l'óblast de Bélgorod, a Rússia. El 2010 tenia 166 habitants. Pertany al districte (raion) de Véidelevka.